# K2 (mueblería mexicana)
Mueblerías K2 o Tiendas K2 fue una mueblera mexicana, fundada a inicios de los años sesenta, tuvo su primera sucursal ubicada en la Ciudad de México sobre la Avenida de los 100 metros al sur, donde fue mueblería y fábrica a la vez.

## Historia
Se dedicó originalmente sólo a vender televisores de origen alemán a blanco y negro, después siguieron con la venta de muebles así como comedores, salas, recámaras, cocinas, etc., también electrodomésticos para el hogar a pagos a crédito.
Abrieron su primera sucursal sobre la Avenida de los 100 Metros; posterior la apertura de su segunda ubicación en Toreo de Cuatro Caminos, en municipio de Naucalpan, en el Estado de México, se consiguió la expansión con cinco sucursales en Ciudad de México y Estado de México, Insurgentes Parque Hundido, Ermita y La Viga, Tlatelolco Eje 2, Tlalnepantla en Gustavo Baz y Plaza Aragón en municipio de Ecatepec de Morelos.
Así también en urbes como Guadalajara y Puebla, en ciudades como Pachuca, y en Veracruz en Plaza las Américas. Luego de abrir sucursales y tener más presencia, K2 anuncia a través de sus anuncios publicitarios EXPO K2, EXPO PRICE en las sucursales de Toreo y Plaza Aragón.
La última sucursal que abrió K2 fue la tienda de Insurgentes Norte en la Ciudad de México.
Su desaparición comienza en 1999, debido a diferentes motivos como la llegada de diferentes firmas comerciales extranjeras por el Tratado de Libre Comercio (TLC) y la devaluación del peso mexicano de 1994.

## Desaparición y popularidad
La desaparición de esta marca surge a partir de finales de los noventa, cerrando sus ubicaciones que anunciaban Julio Alemán y Sasha Montenegro en espacios publicitarios en televisión, también por la primera actriz, la mexicana Angélica Aragón, así como el comediante Eduardo Manzano en uno de sus personajes de Los Polivoces, programa popular de TV. Aunque los anuncios publicitarios más populares fueron con la actriz Luz María Aguilar acompañada del actor y comediante Sergio Corona, bajo la melodía «El jinete», del cantautor mexicano José Alfredo Jiménez.
En 1998 se abren tiendas de tipo liquidación llamadas Tus Amigos, para poder desahacerse de su mercancía y sucursales, así como del nombre Muebles K2, por lo que se estableció la primera tienda en Avenida Gustavo Baz Prada en el municipio de Tlalnepantla de Baz, y en Eulalia Guzmán, para durante inicios del año 2000 desaparecer la marca.
Mueblerías K2 también fue anunciado en el programa de televisión En Familia Con Chabelo durante los años 80, así como le seguiría la también desaparecida mueblería Hermanos Vázquez, igual publicitada en la emisión. Las sucursales quedaron abandonadas, empresas también muebleras como Viana utilizó los inmuebles de Eje 3 y 100 Metros, en Ciudad de México. La sucursal de Veracruz se convirtió en la tienda departamental Sears.

## Regreso de K2 al mercado mexicano
En el año 2017, luego de anunciar en espectaculares sobre avenidas y autopistas transitadas el regreso de la mueblería, aperturaron su única ubicación y fábrica, ubicada en el municipio de Cuautitlán Izcalli, Estado de México anunciada como "Futuro K2" y la sede "EXPO K2".
Por lo que K2 anunciaría que contaría con la expansión de 15 sucursales por toda la república mexicana,hecho que nunca sucedió y quedó en el olvido completamente por parte de la empresa.
En 2020 cerró la única y sede principal de K2, luego de su gran regreso, donde tiempo después quedó abandonada.